# Halowe Mistrzostwa Świata w Lekkoatletyce 2001 – sztafeta 4 × 400 m mężczyzn
Sztafeta 4 × 400 m mężczyzn – jedna z konkurencji rozgrywanych podczas halowych mistrzostw świata w lekkoatletyce w 2001. Eliminacje odbyły się 10 marca, a finał został rozegrany 11 marca.
Udział w tej konkurencji brały ekipy reprezentujące 8 państw. Zawody te wygrała ekipa z Polski (w składzie: Piotr Rysiukiewicz, Piotr Haczek, Jacek Bocian, Robert Maćkowiak). Drugą pozycję zajęli zawodnicy z Rosji (w składzie: Aleksandr Ładiejszczikow, Rusłan Maszczenko, Boris Gorbań, Andriej Siemionow, Dmitrij Forszew), trzecią zaś reprezentanci Jamajki (w składzie: Michael McDonald, Davian Clarke, Michael Blackwood, Danny McFarlane, Gregory Haughton).
Sztafecie Stanów Zjednoczonych anulowano wyniki, jak również został jej odebrany srebrny medal po tym, jak za stosowanie dopingu został zdyskwalifikowany Jerome Young.

## Wyniki

### Eliminacje
Źródło: 
Bieg 1
| Miejsce | Zawodnicy                                                             | Państwo           | Wynik   | Uwagi |
| ------- | --------------------------------------------------------------------- | ----------------- | ------- | ----- |
| 1.      | Piotr Rysiukiewicz Piotr Haczek Jacek Bocian Robert Maćkowiak         | Polska            | 3:06,33 |       |
| 2.      | Matthew Elias Paul Slythe Mark Brown Du'aine Ladejo                   | Wielka Brytania   | 3:07,57 |       |
| 3.      | Khaled Atiq Al-Johar Bader Al-Felei Mechel Al-Harbi Fawzi Al Shammari | Kuwejt            | 3:14,14 |       |
| –       | James Davis Leonard Byrd Jerome Young Trinity Gray                    | Stany Zjednoczone | 3:06,39 |       |

Bieg 2
| Miejsce | Zawodnicy                                                                    | Państwo | Wynik   | Uwagi |
| ------- | ---------------------------------------------------------------------------- | ------- | ------- | ----- |
| 1.      | Aleksandr Ładiejszczikow Rusłan Maszczenko Dmitrij Forszew Andriej Siemionow | Rosja   | 3:08,14 |       |
| 2.      | Michael McDonald Davian Clarke Michael Blackwood Gregory Haughton            | Jamajka | 3:08,29 |       |
| 3.      | Jude Monye Fidelis Gadzama Sunday Bada Enefiok Udo-Obong                     | Nigeria | 3:09,76 |       |
| 4.      | Jeorjos Ikonomidis Dimitrios Jepos Jeorjos Dupis Stelios Dimotsios           | Grecja  | 3:10,16 | NR    |

### Finał
Źródło: 
| Miejsce | Zawodnicy                                                                 | Państwo           | Wynik   | Uwagi |
| ------- | ------------------------------------------------------------------------- | ----------------- | ------- | ----- |
| 01 !    | Piotr Rysiukiewicz Piotr Haczek Jacek Bocian Robert Maćkowiak             | Polska            | 3:04,47 | WL    |
| 02 !    | Aleksandr Ładiejszczikow Rusłan Maszczenko Boris Gorbań Andriej Siemionow | Rosja             | 3:04,82 | NR    |
| 03 !    | Michael McDonald Davian Clarke Michael Blackwood Danny McFarlane          | Jamajka           | 3:05,45 |       |
| 4.      | Mark Hylton Du'aine Ladejo Matthew Elias Daniel Caines                    | Wielka Brytania   | 3:09,21 |       |
| 5.      | Jude Monye Fidelis Gadzama Sunday Bada Enefiok Udo-Obong                  | Nigeria           | 3:16,53 |       |
| –       | Milton Campbell Leonard Byrd Trinity Gray Jerome Young                    | Stany Zjednoczone | 3:04,64 |       |